# Olaus Elimaeus
Olaus Erici Elimæus, född omkring 1570 i Elimä annex i Pyttis socken, död 1629 i Viborg, var en svensk skolman och kyrkoman.

## Biografi
Olaus Elimaeus var son till bonden Erik Olofsson i Ahvis by i Elimä. Han gick i skola i Åbo och Viborg och vid Collegium regium Stockholmense. Omkring 1595 blev han student vid Uppsala universitet, 1597 vid Rostocks universitet, 1601 vid Wittenbergs och Helmstedts universitet. Enligt uppgift skall han ha blivit magister. Åren 1603-1609 var han skolmästare i Enköping och blev 1609 rector scholae i Stockholm. Åren 1611-1619 var han pastor primarius där. År 1619 blev Elimaeus biskop i Karelen, Viborgs län och Ingermanland med säte i Viborg.

### Familj
Elimaeus var gift med Karin Simonsdotter.